# سمائح (المحابشة)

تعديل مصدري - تعديل

سمائح هي إحدى قرى عزلة حجر بمديرية المحابشة التابعة لمحافظة حجة، بلغ تعداد سكانها 366 نسمة حسب تعداد اليمن لعام 2004.